# Heinrich Schuster-Woldan
Georg Heinrich Schuster-Woldan (* 23. April 1829 in Münsterberg, Niederschlesien; † 6. April 1899 in München), eigentlich: Heinrich Schuster, war ein deutscher Jurist und Lyriker, der seine dichterischen Arbeiten unter dem Pseudonym Heinrich Woldan veröffentlichte.

## Leben
Der Sohn eines Arztes besuchte das Gymnasium in Breslau und studierte von 1850 bis 1853 an der dortigen Universität Rechtswissenschaften, Literatur und Philosophie.
1853 trat er als Auskultator in den Staatsdienst. Anschließend war er als Kreisgerichtsrat in Striegau tätig. Hier schloss er Freundschaft mit dem Dichter Robert Rößler. 1875 wurde er Amtsgerichtsrat in Liegnitz. 1880 trat er aus gesundheitlichen Gründen in den Ruhestand und zog zu seinem Sohn nach München, wo er im Alter von 69 Jahren verstarb.

## Literarisches Schaffen
Gemeinsam mit seinem Freund Robert Rößler veröffentlichte er 1873 in Breslau einen Gedichtband mit dem Titel Aus der Güntherstadt. Diesem folgten weitere Gedichte, die 1882 bei Metzler in Stuttgart erschienen.

## Familie
Heinrich Schuster war verheiratet mit Clara Seifart. Der Ehe entstammten mehrere Kinder, unter anderem die Maler Georg und Raffael Schuster-Woldan.